# Bosenrode
Bosenrode oder Buosenrod war der 976 erstmals urkundlich erwähnte Name einer Rodungssiedlung nordwestlich der Stadt Zeitz im Burgenlandkreis, die zu Beginn des 14. Jahrhunderts in der Oberstadt aufgegangen ist und deren ursprünglicher Name seit dieser Zeit nicht mehr benutzt wurde.
Der Ort gehörte ursprünglich zum Königsgut und ging 976 an das neugebildete Bistum Naumburg über. Die heutige Michaeliskirche war vermutlich die Dorfkirche von Bosenrode.